# Gnathonarium suppositum
Gnathonarium suppositum is een spinnensoort in de taxonomische indeling van de hangmatspinnen (Linyphiidae).
Het dier behoort tot het geslacht Gnathonarium. De wetenschappelijke naam van de soort werd voor het eerst geldig gepubliceerd in 1885 door Wladislaus Kulczynski.